# Pantodactylus
Genre
Pantodactylus est un genre de sauriens de la famille des Gymnophthalmidae.

## Répartition
Les deux espèces de ce genre se rencontrent en Amérique du Sud.

## Liste des espèces
Selon The Reptile Database (29 mai 2016) :
- Pantodactylus quadrilineata (Boettger, 1876)
- Pantodactylus schreibersii (Wiegmann, 1834)

## Systématique et taxinomie
Ce genre a été relevé de sa synonymie avec Cercosaura par Goicoechea et al. en 2016

## Publication originale
- Duméril & Bibron, 1839 : Erpétologie Générale ou Histoire Naturelle Complète des Reptiles. vol. 5, Roret/Fain et Thunot, Paris, p. 1-871 (texte intégral).